# Oxira sugitanii
Oxira sugitanii là một loài bướm đêm trong họ Noctuidae.